# Politesse dans la culture européenne
 (septembre 2011).
Si vous disposez d'ouvrages ou d'articles de référence ou si vous connaissez des sites web de qualité traitant du thème abordé ici, merci de compléter l'article en donnant les références utiles à sa vérifiabilité et en les liant à la section « Notes et références ».
La culture européenne possède un ensemble de caractères communs souvent attachés au christianisme, notamment en ce qui concerne la politesse.

## Moyen Âge
- Lors d'un repas, on place le curé à la droite de la maîtresse de maison.

## Début duXXIesiècle

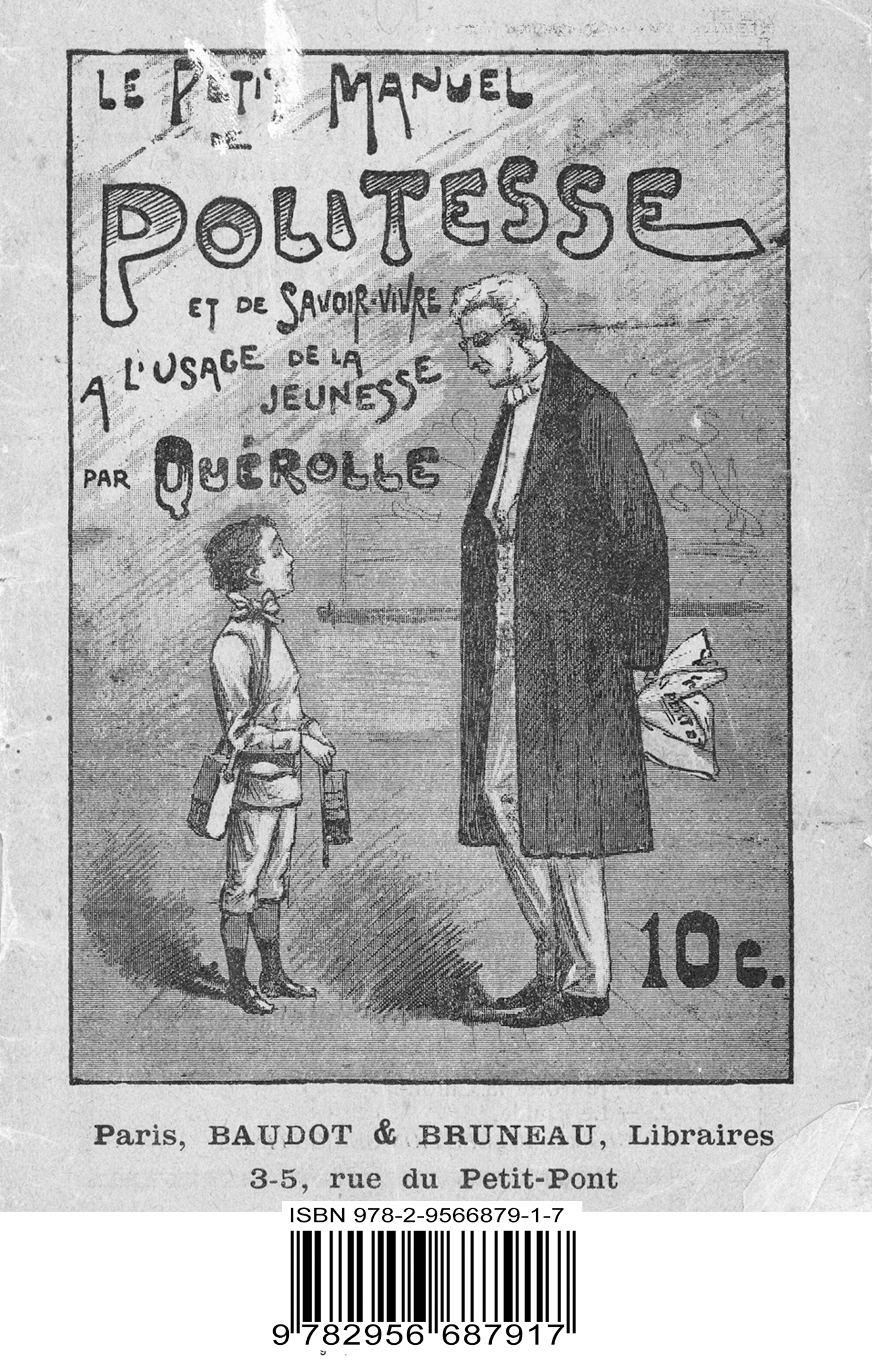
Couverture du Petit manuel de politesse et de savoir-vivre à l'usage de la jeunesse

- Il est de coutume, dans les transports en commun, de proposer sa place assise à une personne plus âgée, une femme enceinte, un invalide de guerre ou civil ou un enfant en bas âge. Le règlement de la RATP prévoit spécifiquement les qualités et ordre des personnes prioritaires[1],[2].
- Dans les lieux publics, notamment dans la rue, on ne crache pas[3].
- On doit retenir une porte battante à la personne qui passe juste derrière soi.
- On se doit de manger proprement et silencieusement[4]